# رايفونتي رايس
رايفونتي رايس (بالإنجليزية: Rayvonte Rice)‏ مواليد 14 يوليو 1992 في تشامبيغن، هو لاعب كرة سلة محترف أمريكي بدأ مسيرته الاحترافية في سنة 2015. يبلغ طوله 6 قدم 5 بوصة (2.0 م). لعب كرة السلة الجامعية مع فريق جامعة إلينوي في إربانا-شامبين وقبله فريق جامعة دريك.

## روابط خارجية
- رايفونتي رايس على موقع دوري كرة السلة الياباني للمحترفين (اليابانية)
- رايفونتي رايس على موقع الدوري التايواني الممتاز لكرة السلة (الصينية)
- رايفونتي رايس على موقع كرة السلة الأوروبية.كوم (الإنجليزية)
- رايفونتي رايس على موقع كلية كرة السلة في سبورتس رفرنس.كوم (الإنجليزية)
- رايفونتي رايس على موقع ريلجم (الإنجليزية)
- رايفونتي رايس على موقع بروبوليرز (الإنجليزية)
- رايفونتي رايس على موقع سبورتس رفرنس (الإنجليزية)
- رايفونتي رايس على موقع سبورتس رفرنس (الإنجليزية)